# Dulahazara-Safari-Park
Koordinaten: 21° 40′ 12″ N, 92° 5′ 24″ O
Der Dulahazara-Safari-Park (bengalisch ডুলাহাজারা সাফারি পার্ক Ḍulāhājārā Saphāri Pārk) wurde auf einer hügeligen Landschaft von rund 9 km{\displaystyle ^{2}} Fläche bei Chakaria Upazila im Distrikt Cox’s Bazar, Bangladesch, rund 107 km von der Hafenstadt Chittagong entfernt, mit dem Ziel erbaut, Einrichtungen für Ökotourismus, Forschungsarbeit und Unterhaltung sowie die Erhaltung von Wildtieren in einer natürlichen Umgebung zu schaffen. Im Dulahazara Safari Park leben mindestens 4000 Tiere aus 165 Arten.

## Geschichte
Der Park wurde 1996 gegründet. Nachdem im Januar 2007 die neue Regierung an die Macht kam, retteten gemeinsame Kräfte viele dieser neuen Bewohner des Parks während ihrer Fahrten an Häusern und Einrichtungen im Besitz von Verdächtigen. Viele Einzelpersonen haben in dieser Zeit auch einen Teil der Tiere für den Park gespendet. Zu den beschlagnahmten und gespendeten Tieren, die kürzlich in den Park geschickt wurden, gehören 90 Axishirsche, 42 Muntjaks, drei Sambars, ein Australien-Krokodil, ein Leistenkrokodil, neun Kragenbären, vier Pythons, 17 Pfaue, 19 türkische Fasane und zwei Emus.
Eine weitere Tierquelle ist der Nationalzoo von Bangladesch. Dessen Tierbestand war im Laufe der Jahre aufgrund ihrer Zucht gestiegen und deshalb spendete er eine Reihe von Löwen und Tigern an den Dulahazara-Safari-Park.

## Ziele
Für den Safaripark wurden 1998 folgende Ziele festgelegt:
- Erhaltung und Zucht der ausgestorbenen und gefährdeten Wildtierarten im Park als Ex-situ-Zustand.
- Unterstützung bei der In-situ-Erhaltung von stark gefährdeten Wildtieren im ganzen Land.
- Entwicklung eines Rettungszentrums und eines Veterinärkrankenhauses zur Unterstützung verletzter Wildtiere im Land.
- Entwicklung des Naturkundemuseums zur Schaffung eines Naturschutzbewusstseins in der Öffentlichkeit.
- Große Gewässer für Zugvögel unter wissenschaftliche Leitung zu bringen.
- Einrichtung einer Vogelhalle für ausgestorbene, seltene und gefährdete Vogelarten.
- Einrichtung eines naturkundlichen Museums für Pflanzen und Tiere, die in der Region endemisch sind.

## Attraktionen
Der Park schützt eine große Anzahl von wilden Elefanten, die in der Gegend heimisch sind. Im Safaripark gibt es domestizierte Elefanten, die für eine Fahrt zur Verfügung stehen. Andere Tierattraktionen sind Löwen, Königstiger, Krokodile, Bären, Axishirsche und viele Arten von Vögeln und Primaten.
Seit der Eröffnung des Parks zieht er das ganze Jahr über ein großes Publikum an – in der Hauptsaison (November bis März) täglich 6000 Besucher und in der Nebensaison (April bis Oktober) täglich 2000 Besucher.
Der Park beherbergt auch eine Orchideensammlung und ein Museum.

## Galerie

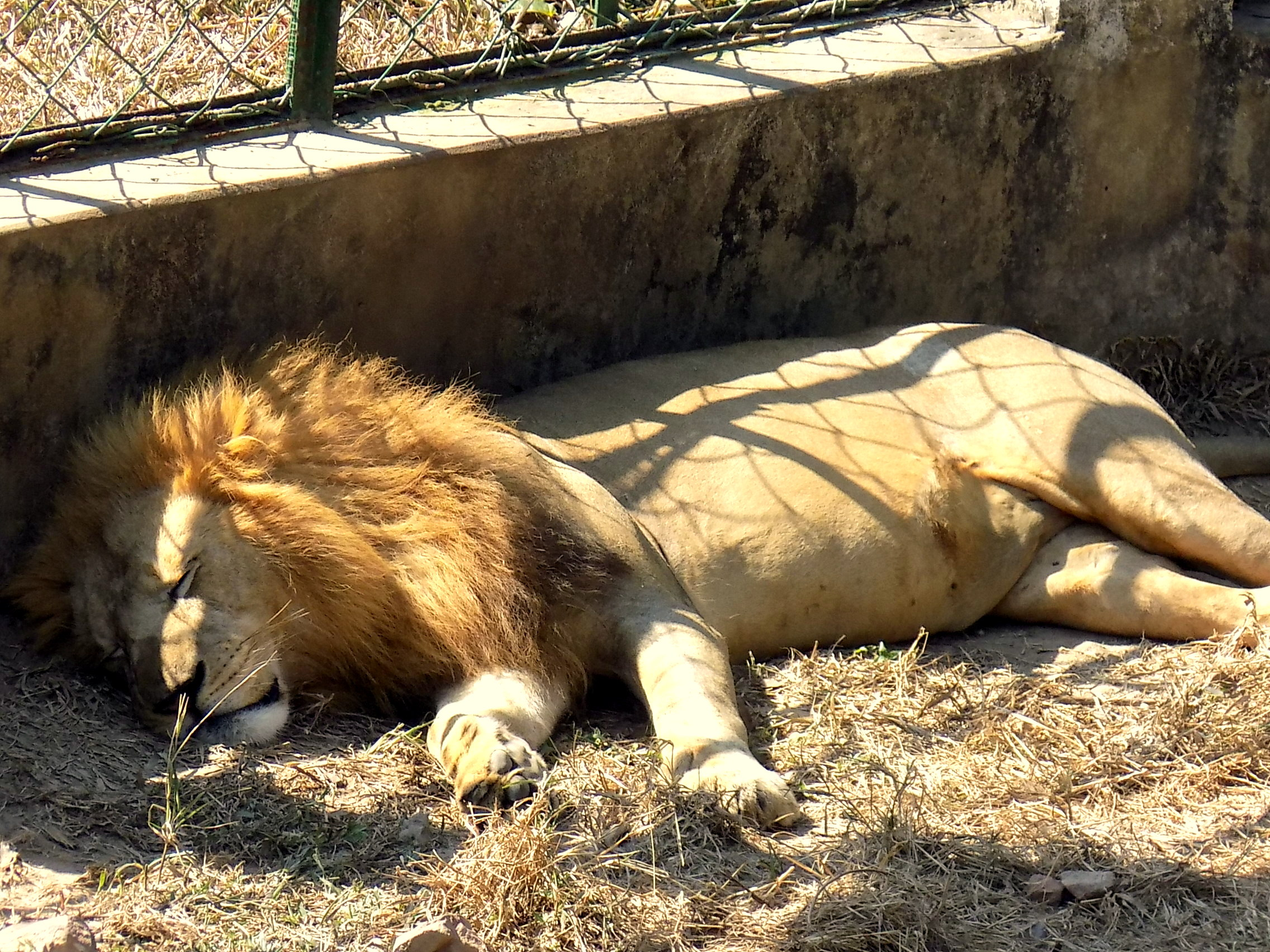
Löwe
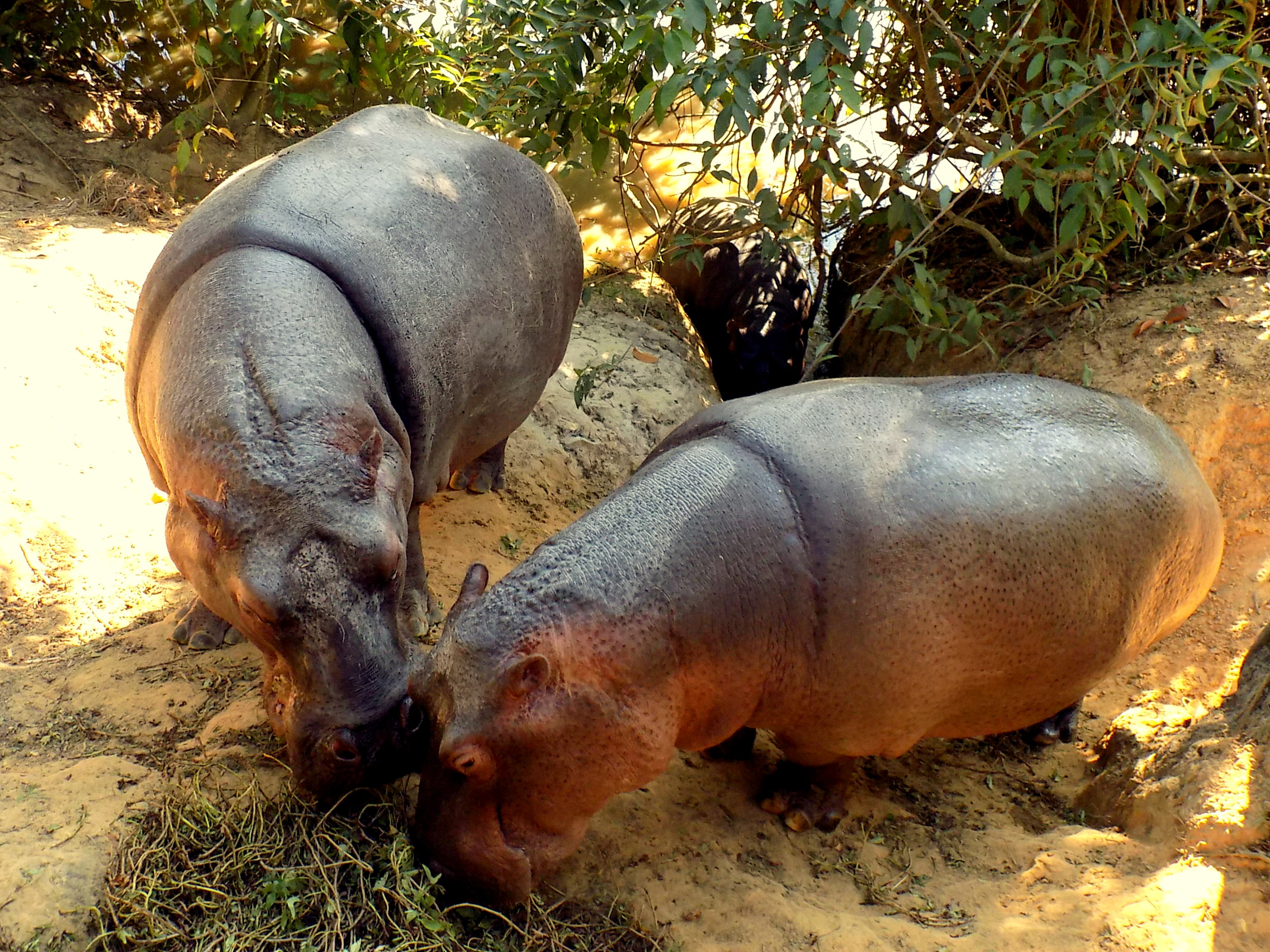
Flusspferde
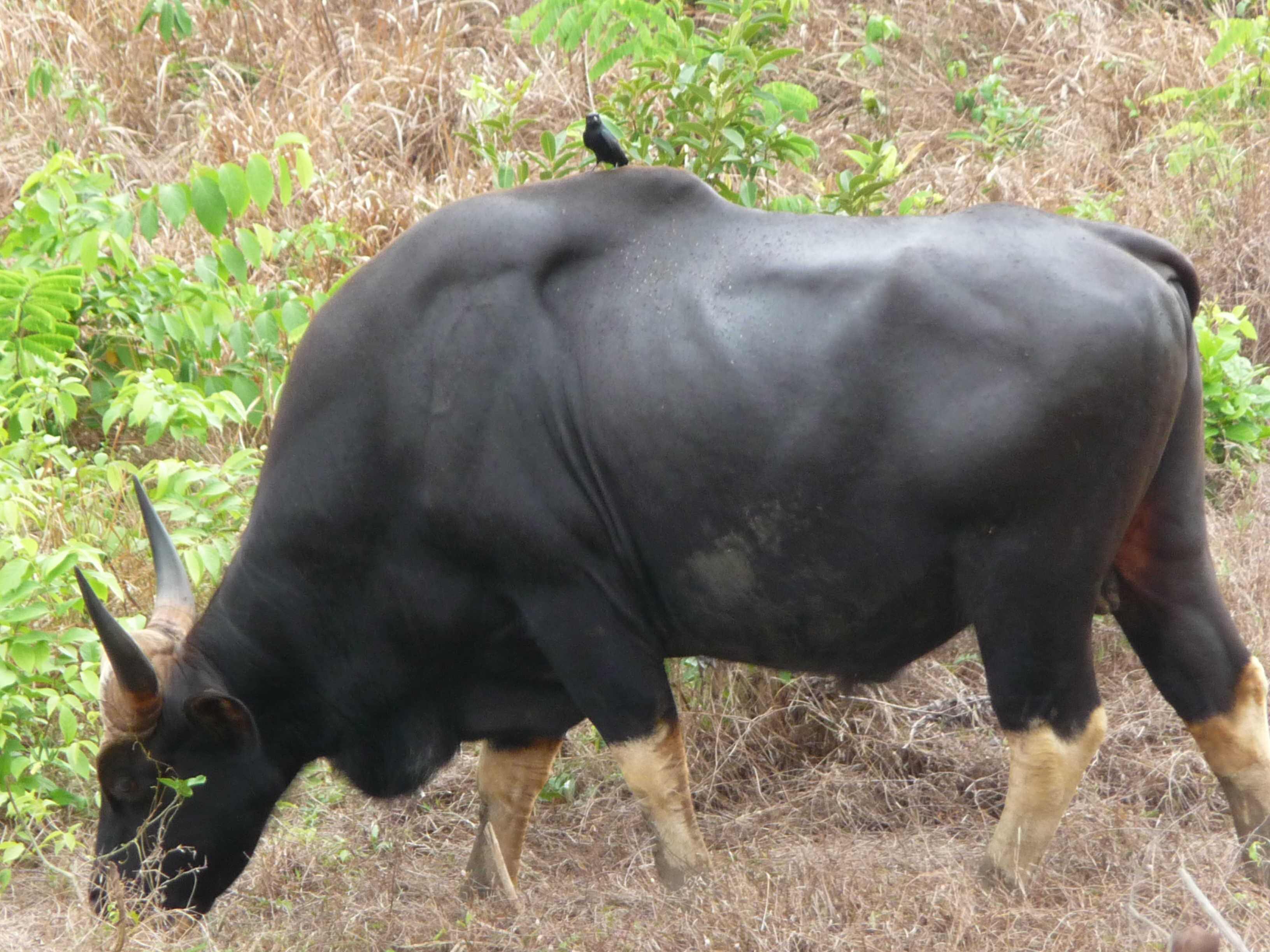
Gaur
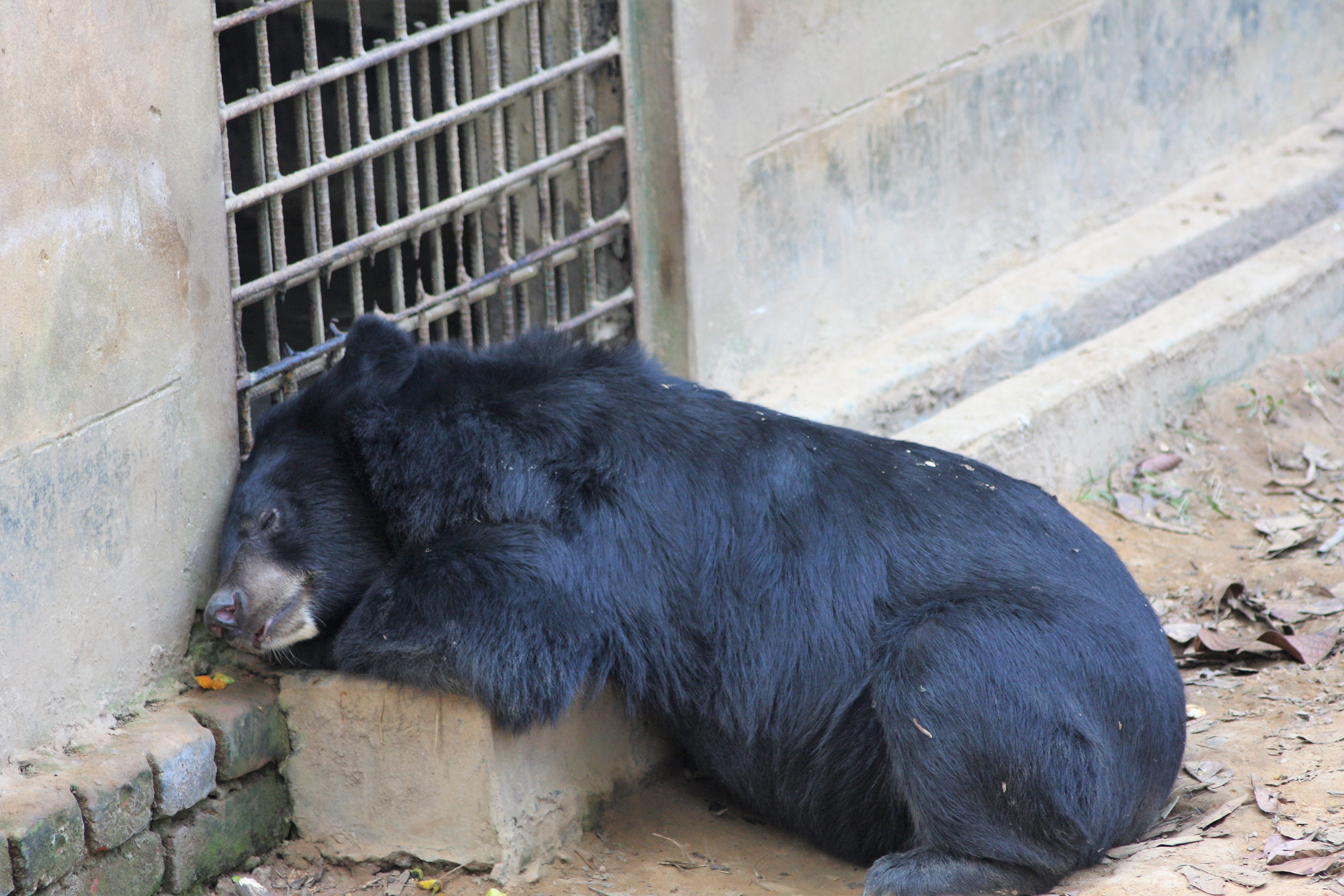
Kragenbär
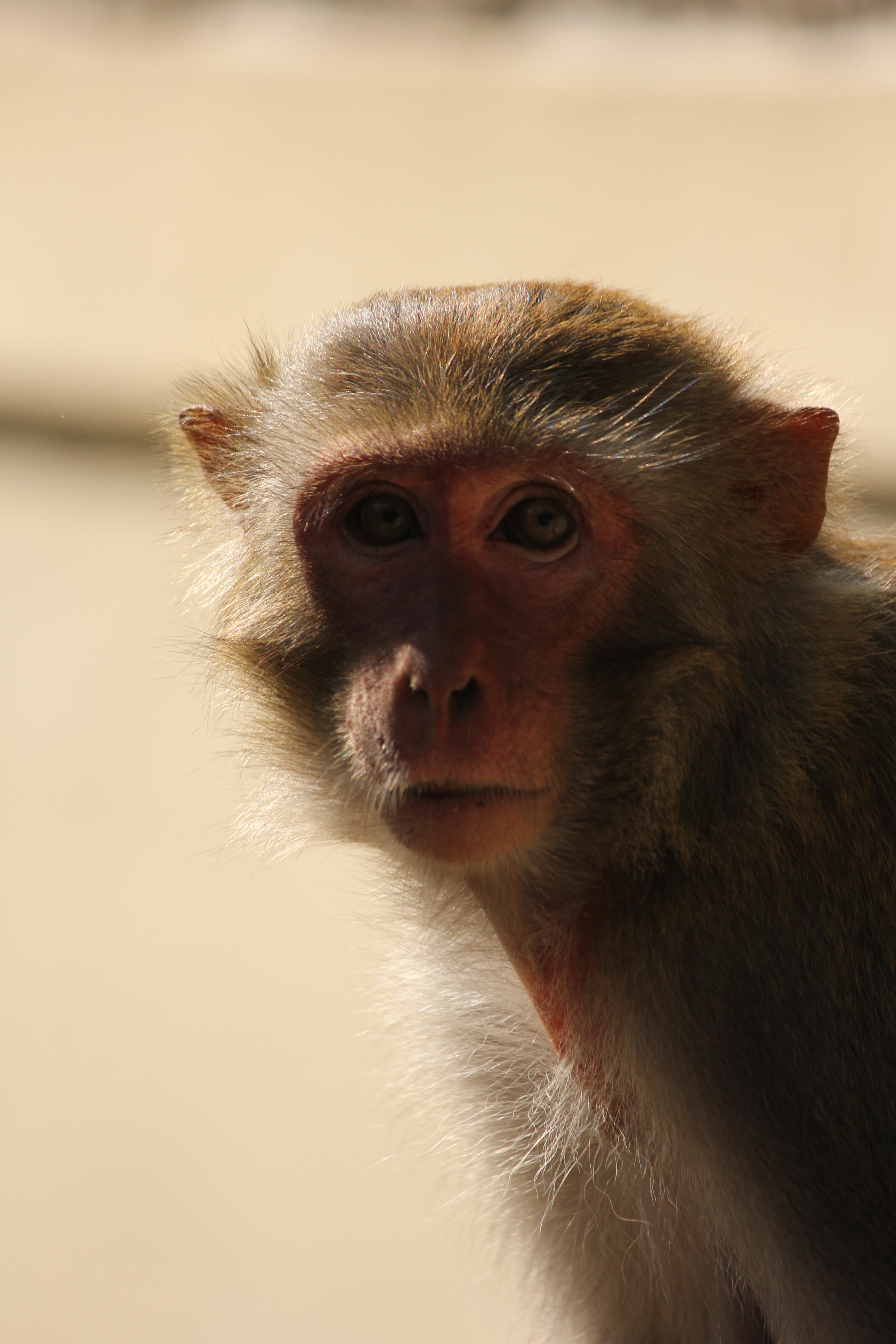
Rhesusaffe
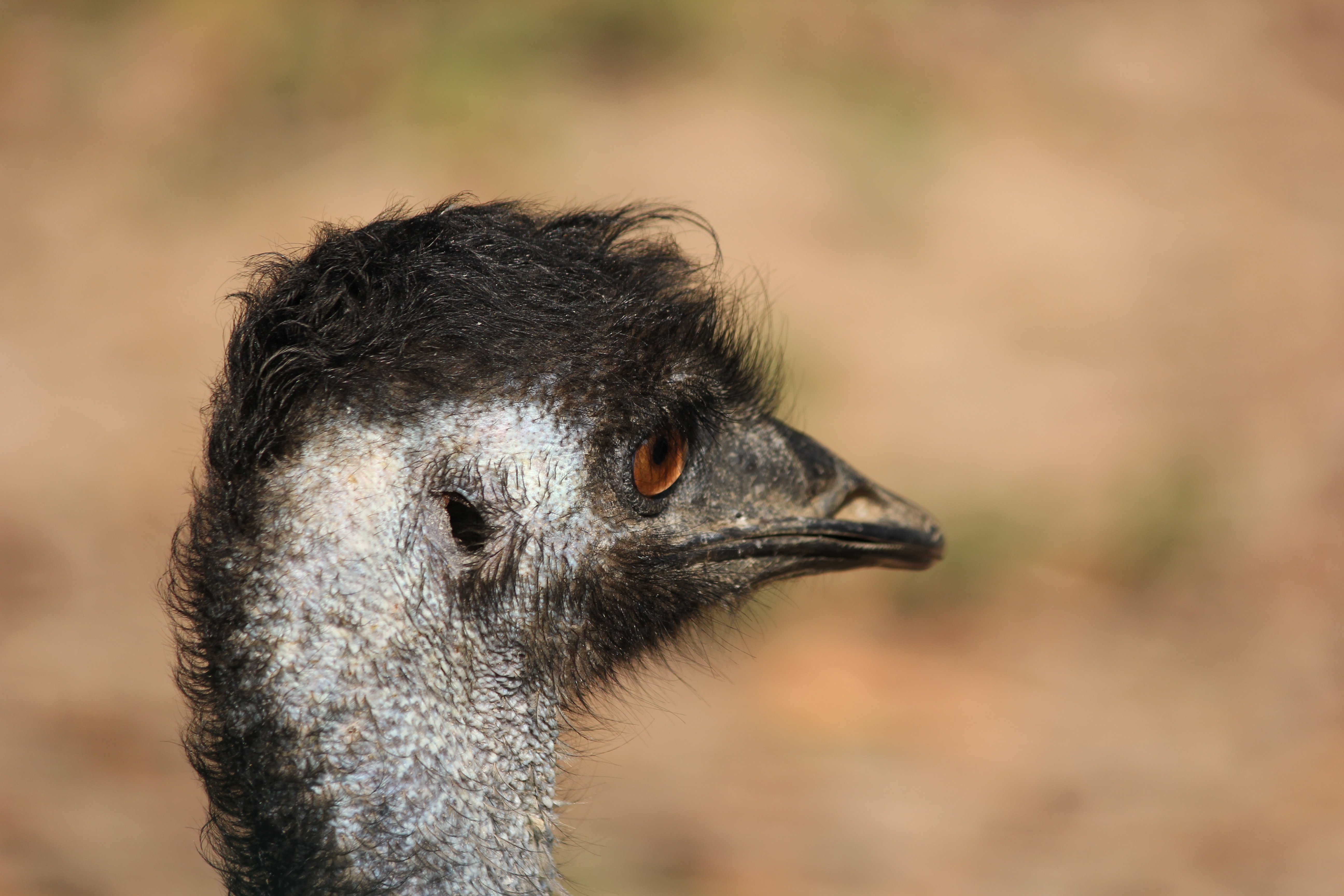
Emu